# Glaukofyty
Glaucophyta (též Glaucocystophyta, česky glaukofyty) je malá skupina sladkovodních mikroskopických řas, řazená do vývojové větve rostlin (případně Archaeplastida), nikoliv však do zelených rostlin (Viridiplantae). Jinak řečeno, spolu s červenými řasami a zelenými rostlinami formuje rostliny v širším slova smyslu. Přesné příbuzenské vztahy mezi těmito skupinami jsou však ještě nevyjasněné vzhledem k tomu, že se glaukofytům věnuje málo pozornosti.

## Popis
Glaucophyta mají zvláštní plastidy zvané cyanely. Tyto plastidy jsou, na rozdíl od všech ostatních, obalené peptidoglykanem, který je základní stavební jednotkou buněčné stěny bakterií. To naznačuje, že tyto plastidy vznikly endosymbiotickou cestou, pohlcením sinice (cyanobakterie) předkem glaukofyt. Glaukophyta obsahují v plastidech chlorofyl A. Vypomáhají si ale i pigmentem fykobiliproteinem v speciálních strukturách, fykobilizomech, zelené řasy a ostatní rostliny tento pigment ztratily.
Glaukofyty se dělí mitózou bez účasti centrioly, pohyblivé formy mají dva nestejně velké bičíky (někdy ještě s jemnými vlásky) a jsou zakotvené systémem mikrotubulů, podobných zeleným řasám.

## Zástupci
Známe asi jen 13 druhů glaukofytů a žádný z nich není nijak hojný v přírodě.
Rody
Rody potvrzené molekulárními analýzami:
- Cyanophora (druhově druhý nejpočetnější) - pohyblivá, bez buněčné stěny
- Cyanoptyche
- Glaucocystis (druhově nejpočetnější) - nepohyblivý, přestože má krátký bičík; stěna z celulózy
- Gloeochaete - má pohyblivá i nepohyblivá stádia; stěna se pravděpodobně neskládá z celulózy

Některé zdroje uvádějí i další rody (u jejich druhů se však může jednat o pouhá synonyma k druhům výše uvedených čtyř rodů):
- Archaeopsis
- Glaucocystopsis
- Peliaina
- Schrammia
- Strobilomonas